# División de Honor de fútbol sala 2010-11
La temporada 2010-11 de División de Honor fue la 22ª edición de la máxima competición de la Liga Nacional de Fútbol Sala de España. Comenzó el 17 de septiembre de 2010, y terminó el 26 de junio de 2011.
El campeonato consta de una fase regular a ida y vuelta con 16 equipos. Al término de la misma, los ocho primeros se clasifican para los playoff por el título, mientras que los dos últimos descienden a División de Plata y el antepenúltimo juega una promoción de permanencia contra el tercer posicionado de la segunda categoría.
El campeón de liga fue el FC Barcelona Alusport, que venció al Caja Segovia FS en una final a cinco partidos. Fue la primera vez que la sección de fútbol sala del Fútbol Club Barcelona ganó la liga. Además, el club catalán consiguió un triplete al ganar también la Copa de España y la Copa del Rey.

## Equipos participantes
| Equipo                      | Ciudad                 | Entrenador           | Pabellón                          | Aforo | Marca    | Esponsor          | 2009/10 |
| --------------------------- | ---------------------- | -------------------- | --------------------------------- | ----- | -------- | ----------------- | ------- |
| ElPozo Murcia               | Murcia                 | "Duda"               | Palacio de Deportes de Murcia     | 7.500 | Luanvi   | ElPozo            | 1º      |
| Inter Movistar              | Alcalá de Henares      | David Marín          | Pabellón Cajamadrid               | 4.500 | Joma     | Movistar          | 2º      |
| Caja Segovia FS             | Segovia                | Jesús Velasco Tejada | Municipal Pedro Delgado           | 3.000 | Uhlsport | Caja Segovia      | 3º      |
| Xacobeo Lobelle Santiago    | Santiago de Compostela | Tomás de Dios López  | Multiusos Fontes do Sar           | 6.500 | Macron   | Xacobeo 2010      | 4º      |
| FC Barcelona Alusport       | Barcelona              | Marc Carmona         | Palau Blaugrana                   | 7.500 | Nike     | Alucan Entec      | 5º      |
| Marfil Santa Coloma         | Santa Coloma           | Andreu Plaza         | Municipal Jacint Verdaguer        | 2.400 | Macron   | Marfil Alella     | 6º      |
| Triman Navarra              | Pamplona               | Imanol Arregui       | Pabellón Universitario de Navarra | 3.000 | Lotto    | Triman            | 7º      |
| Carnicer Torrejón           | Torrejón de Ardoz      | José Antonio Valle   | Pabellón Jorge Garbajosa          | 4.000 | Luanvi   | Fiat Carnicer     | 8º      |
| Azkar Lugo FS               | Lugo                   | Bruno García         | Pavillón dos Deportes             | 2.200 | Lotto    | Azkar             | 9º      |
| Gestesa Guadalajara         | Guadalajara            | Carlos Sánchez       | Palacio Multiusos de Guadalajara  | 5.900 | Macron   | Gestesa           | 10º     |
| Playas de Castellón FS      | Castellón              | Fran Torres          | Pabellón Ciutat de Castelló       | 4.500 | Umbro    | Macer             | 11º     |
| Sala 10 Zaragoza            | Zaragoza               | Santi Amor           | Pabellón Siglo XXI                | 2.800 | Joma     | MLN, Ace Duraflo  | 12º     |
| Reale Cartagena             | Cartagena              | Luis Fonseca         | Wsell de Guimbarda                | 2.500 | Elements | Reale Seguros     | 13º     |
| Benicarló Aeroport Castelló | Benicarló              | "Juanlu" Alonso      | Municipal de Benicarló            | 2.000 | Uhlsport | Aeroport Castelló | 14º     |
| OID Talavera                | Talavera de la Reina   | Carlos Sánchez       | Primero de Mayo                   | 3.000 | Joma     | OID               | Plata   |
| Fisiomedia Manacor          | Manacor                | "Pato" Navarro       | Palma Arena                       | 5.000 | Umbro    | Fisiomedia        | Plata   |

### Equipos por comunidades autónomas
| Comunidad autónoma   | N.º | Equipos                                             |
| -------------------- | --- | --------------------------------------------------- |
| Castilla-La Mancha   | 2   | Gestesa Guadalajara, OID Talavera                   |
| Cataluña             | 2   | FC Barcelona Alusport, Marfil Santa Coloma          |
| Galicia              | 2   | Azkar Lugo FS, Xacobeo 2010 Lobelle de Santiago     |
| Comunidad de Madrid  | 2   | Carnicer Torrejón, Inter Movistar                   |
| Región de Murcia     | 2   | ElPozo Murcia, Reale Cartagena                      |
| Comunidad Valenciana | 2   | Benicarló Aeroport Castelló, Playas de Castellón FS |
| Aragón               | 1   | Sala 10 Zaragoza                                    |
| Baleares             | 1   | Fisiomedia Manacor                                  |
| Castilla y León      | 1   | Caja Segovia FS                                     |
| Navarra              | 1   | Triman Navarra                                      |

## Liga regular

### Desarrollo
El campeón de la temporada fue el FC Barcelona Alusport, que finalizó la campaña como líder de División de Honor por primera vez. La sección de fútbol sala del FC Barcelona se reforzó con jugadores internacionales como Wilde —máximo goleador en la temporada anterior—, Jordi Torras y Lin, y mantuvo el bloque de años anteriores bajo el liderazgo de Javi Rodríguez, capitán de la Selección española. Además, ganó sus dos primeros trofeos domésticos: la Copa de España y la Copa del Rey. El resto de cabezas de serie para el playoff fueron ElPozo Murcia, Inter Movistar y Xacobeo Lobelle Santiago.
Uno de los equipos revelación del torneo fue Fisiomedia Manacor, que venía de jugar la pasada temporada en División de Plata. El equipo consiguió estar en los cuatro primeros puestos durante casi todo el año, aunque en las últimas jornadas bajó hasta la quinta plaza. Destacó especialmente la labor de Miguelín, ala mallorquín que anotó 34 goles en la campaña regular. Otra de las sorpresas fue el Benicarló Aeroport Castelló entrenado por "Juanlu" Alonso, que se clasificó para el playoff en séptima posición. El resto de clasificados fueron Caja Segovia FS y Triman Navarra, este último en la jornada final.
Los equipos que perdieron la categoría fueron Playas de Castellón Fútbol Sala y Gestesa Guadalajara. Playas de Castellón es uno de los clubes fundadores de la Liga Nacional de Fútbol Sala, y había jugado en División de Honor desde su creación. En esta temporada luchó por la permanencia hasta la última jornada, pero perdió frente a un rival directo, el Reale Cartagena, y descendió a División de Plata por primera vez en su historia. Por su parte, el Guadalajara tuvo problemas económicos que afectaron a su trayectoria. En toda la temporada regular, sólo consiguió tres empates y no ganó ningún partido. Además, la LNFS le quitó tres puntos al no comparecer en la jornada 27, por lo que se quedó sin puntos. Este es el peor resultado de un equipo en toda la historia en División de Honor. Hasta la fecha, el peor récord lo registró O Parrulo Ferrol en 2002/03, con seis puntos.

### Clasificación
|  |     | Equipos de fútbol           | Pts | PJ | G  | E | P  | GF  | GC  | Dif    |
|  | --- | --------------------------- | --- | -- | -- | - | -- | --- | --- | ------ |
|  | 1.  | FC Barcelona Alusport       | 70  | 30 | 22 | 4 | 4  | 127 | 63  | +64    |
|  | 2.  | ElPozo Murcia               | 65  | 30 | 20 | 5 | 5  | 133 | 88  | +45    |
|  | 3.  | Inter Movistar              | 61  | 30 | 18 | 7 | 5  | 111 | 75  | +36    |
|  | 4.  | Xacobeo Lobelle Santiago    | 59  | 30 | 18 | 5 | 7  | 133 | 94  | +39    |
|  | 5.  | Fisiomedia Manacor          | 56  | 30 | 17 | 5 | 8  | 107 | 87  | +20    |
|  | 6.  | Caja Segovia FS             | 48  | 30 | 15 | 3 | 12 | 104 | 95  | +9     |
|  | 7.  | Benicarló Aeroport Castelló | 44  | 30 | 14 | 2 | 14 | 82  | 78  | +4     |
|  | 8.  | Triman Navarra              | 42  | 30 | 12 | 6 | 12 | 100 | 96  | +4     |
|  | 9.  | Sala 10 Zaragoza            | 40  | 30 | 12 | 4 | 14 | 93  | 91  | +2     |
|  | 10. | Carnicer Torrejón           | 35  | 30 | 10 | 5 | 15 | 95  | 101 | -6     |
|  | 11. | Azkar Lugo FS               | 35  | 30 | 10 | 5 | 15 | 98  | 105 | -7     |
|  | 12. | OID Talavera                | 35  | 30 | 11 | 2 | 17 | 78  | 96  | -18    |
|  | 13. | Reale Cartagena             | 34  | 30 | 9  | 7 | 14 | 102 | 116 | -14    |
|  | 14. | Marfil Santa Coloma         | 30  | 30 | 8  | 6 | 16 | 82  | 102 | -20    |
|  | 15. | Playas de Castellón         | 28  | 30 | 9  | 1 | 20 | 59  | 108 | -49    |
|  | 16. | Gestesa Guadalajara         | 0   | 30 | 0  | 3 | 27 | 55  | 167 | -112 * |

Pts = Puntos; PJ = Partidos Jugados; G = Partidos Ganados; E = Partidos Empatados; P = Partidos Perdidos; GF = Goles Anotados; GC = Goles Recibidos; Dif = Diferencia de gol

(1) Gestesa Guadalajara perdió tres puntos por incomparecencia en la jornada 27.